# Världsutställningen 1949–50
Världsutställningen 1949 (Exposition internationale du bicentenaire de Port-au-Prince) var en världsutställning, som arrangerades i Haitis huvudstad Port-au-Prince december 1949 – februari 1950.
Utställningen kombinerades med firandet av stadens 200:årsjublieum. 